# Gaye Tuchman
Gaye Tuchman é uma socióloga, escritora e professora norte-americana, especialista em sociologia da cultura, mídia e gênero, com abordagens etnográficas. 

## Biografia
Nascida nos Estados Unidos, Gaye Tuchman estudou sociologia na  Universidade Brandeis, onde obteve seu mestrado em 1967 e doutorado em 1969 em sociologia.
Foi professora assistente da Universidade Estadual de Nova York em Stony Brook de 1969 a 1972. Após essa experiência trabalhou no Queens College até 1990, onde foi assistente e professora. Seu ultimo trabalho foi como professora de sociologia da Universidade de Connecticut onde se obteve título de professora emérita em 2012. 
Tuchman também atuou como presidente da Sociedade Sociológica Oriental, co-fundadora e vice-presidente de Sociólogos para Mulheres na Sociedade, membro do conselho da Associação Sociológica Americana, Conselho de Administração da Sociedade para o Estudo para Problemas Sociais, conselho da seção da ASA sobre sociologia cultural e comitês das seções da ASA sobre sociologia cultural e sexo e gênero. Ela também participou de conselhos editoriais como American Journal of Sociology, American Sociological Review, Sociological Forum, Signs, Sociology Contemporary e Discourse and Society.

## Comunicação
As contribuições de Tuchman foram além da sociologia, tendo escrito artigos e livros que influenciaram a área da comunicação, como o seu livro Making News:  A Study in the Construction of Reality no qual acrescentou idéias para a teoria do Newsmaking. Tuchman afirma que objetivo declarado de qualquer órgão de informação é fornecer relatos dos acontecimentos significativos e interessantes e que para esses órgãos produzirem notícias, devem obedecer a três premissas básicas. São elas:
1. tornar relevante um fato até então desconhecido;
2. tentar relatar os acontecimentos de forma clara, evitando refletir valores pessoais;
3. organizar, temporal e espacialmente, o trabalho, de modo que os acontecimentos noticiáveis possam seguir uma linha de apresentação.

## Livros
1. Wannabe U: Inside the Corporate University. U of Chicago Press. (hard cover and e-book) Fall 2009; (paper) Spring 2011.
2. Edging Women Out: Victorian Novelists, Publishers, and Social Change. Yale University Press, 1989. British rights: Routledge (formerly Tavistock), 1989. With Nina E. Fortin as associate author. Reissued Tavistock. June, 2012.
3. Making News: A Study in the Construction of Reality. New York: Free Press, l978 (hardback and paper). (Finalist for ASA Sorokin Award) Reprinted as a paper trade book by Free Press of Simon and Schuster, 2011. Chinese edition, 2008; Japanese edition, 199; Spanish edition; 1983. Sections reprinted in U.S., UK, Portugal, Spain
4. Hearth & Home: Images of Women in the Mass Media. New York: Oxford University Press, l978 (hardback and paper). Senior editor, with Arlene Kaplan Daniels and James Benet. Part of my introduction has been reprinted in Japan, Germany, U.S., UK.
5. The TV Establishment: Programming for Power and Profit. Englewood Cliffs, N. J.: Prentice-Hall, l974. Editor.

## Artigos
- “Stratification and the Public Good: The Changing Ideology of Higher Education.” in Tressie McMillan Cottom and Wiliam Darity, eds., For-Profit U: The Growing Role of For-Profit Colleges in Higher Education;" eds. forthcoming from AERA (American Educational Researchers Association) Publishing
- “How Strategic Planning Encourages Academic Capitalism,” in Sheila Slaughter and Barrett Jay Taylor, eds. Higher Education, Stratification, and Workforce Development: Comparative Advantage in Europe, the US, and Canada. Forthcoming: Springer.
- (with Tressie McMillan Cotton as first author). “The Rationalization of Higher Education.” Robert Scott & Stephen Kosslyn, eds., Emerging Trends. John Wiley (on line) January 2015 Forthcoming.
- Preface to Pamela J. Shoemaker and Stephen D. Reese, Mediating the Message in the 21st Century. Routledge, October, 2013.
- “Preface: Media, Gender, Niche.” Cory Armstrong, Media Disparity: A Gender Battleground. Roman & Littlefield, 2013
- (with Stephen Ostertag as first author) When Innovation Meets Legacy: Citizen Journalists, Ink Reporters and Television News. iCS (Information, Communication & Society). Fall, 2012.
- “Measured and Pressured: Professor at Wannabe U.” The Hedgehog Review. March, 2012.
- “Metrics, Business Plans and the Vanishing Public Good.” Thought and Action 27 (Fall, 2011): 23-32.
- “The Escalation of Business as Usual.” Academe (November-December 2011).
- “The Humanities, Higher Education, and Social Class: The Best That Has Been Thought and Memorized.” Western Humanities Journal. Fall, 2011.
- “The Unintended Decentering of Teaching and Learning.” Society: 48 (3) 2011: 216-219.
- “The Relationship among the News Media, Society, and Culture: Thoughts on Objectivity, Method and Passion.” Perspectivas de la comunicacion 3(2) 2010: 126-133.
- “Media, Genero, Nichos” [media, gender, niche] pp. 15-24 in Media & Jornalismo outono/inverno 2009 publication of revisa do centro de investigacaio media e jornalismo Revised for Cory Armstrong, ed. Gender and Media: Over the cultures and across the platforms. forthcoming
- With Stephen Ostertag. “Blogs and Journalists’ Practices: Net Neutrality and Digital Inequality.” Nico Carpentier and Benjamin de Cleve (ed.), Participation and media production. Critical reflections on content creation. Cambridge (U.K.):Cambridge Scholars Press. 2008.
- “New Media; News Media: The Tension Between Pluralism & Commodification.” Nordico Information:Media-och kommunikationsforskning i Norden (Sweden) : 29 (4): 2007. Pp.11-16.
- “The media and the social narrative” in catalogue for Universal Forum of Cultures, Barcelona (Spain) 2004. (appearing in Spanish, Catalan, French and English).
- “News and Politics,” in Klaus Bruhn Jensen, ed., Communications Research: A Handbook of Mass Media and Research, London: 2002.
- "Feminist theory [revised]," Pp. 988-997 in Edgar Borgatta, Dictionary of the Social Sciences. New York: Macmillan: 2000
- "Invisible differences: on the moral management of children in post-industrialsociety."(Presidential Address, Eastern Sociological Society) Sociological Forum, March, 1996.
- "Kaddish and renewal." In Ann Goetling and Sarah Fenstermaker, eds., Individual Voices, Sociological Lives: Thirty Years of Women in Sociology, Philadelphia: Temple University Press, 1995.
- "Historical social science: methodologies, methods, and intepretations," The Handbook of Qualitative Research, edited by Yvonne Lincoln and Norman Denzin. Newbury Park: Sage, 1994.
- "Realism and romance: the study of media effect" in a special issue "The Future of the Field, Journal of Communication. Fall, 1993.
- "New York Jews and Chinese food: The Social Construction of an Ethnic Pattern." With Harry Gene Levine. Journal of Contemporary Ethnography. October, 1993. (reprinted)
- "Feminist theory," pp. 695-704 in Edgar Borgatta and Marie Borgattta, Dictionary of the Social  Sciences Vol 2. New York: Macmillan: 1992.
- "Qualitative methods in the study of news," pp. 79-92 in Klaus Jensen and Nick Jankowski, editors, A Handbook of Qualitative Methodologies for Mass Communications Research. London: Routledge. 1991.
- "Pluralism and Disdain: American Culture Today," pp. 340-360 in Alan Wolfe, editor, America at Century's End. Berkeley: University of California Press, 1991.
- "Mass media institutions" in Neil Smelser, editor, Handbook of Sociology, Newbury Park: Sage, 1988, pp. 601-626.
- "When the prevalent don't prevail: male hegemony and the Victorian novel" in Walter Powell and Richard Robbins, editors, Conflict and Consensus: Essays in Honor of Lewis Coser. New York: The Free Press, 1984, pp. 139 - 158.
- "Fame and misfortune: edging women out of the great literary tradition," American Journal of Sociology (July, l984): pp. 72 - 96. With Nina Fortin.
- "Consciousness industries and the production of culture," Journal of Communication special issue entitled Ferment in the Field, (Spring and summer, l983), pp. 330 - 341.
- "Culture as resource: actions defining the Victorian novel," Media, Culture and Society (Winter, l982), pp. 3 - 18. (reprinted)
- "Contradictions in an ideology: the nineteenth-century doctrine of separate spheres,"Quarterly Journal of Ideology (Fall, l981), pp. 5 - 10 (special issue edited by Judith Blau).
- "Sfera pubblica e sfera domestica. Rassegna delle recenti recerche sociologiche americane" [The public and private spheres: review of current sociological research in the United States] Donnawomanfemme 15 (1981), pp. 163 - 182.
- “Facts of the moment: a theory of news," Social Interaction 3 (Fall, l980), pp. 9 - 20. (Invited as part of a brief symposium on my work on news.)
- "Some thoughts on public and private spheres," Centerpoint 3 (Spring and Fall, l980), pp. 111 - 113.
- "Who cares who says what to whom...?" in Thelma McCormack, editor, Annual Review of Communications, vol. 1. Greenwich, Conn.: JAI Press, l980, pp. 143 -158.
- "The depiction of women in the mass media," Signs: Journal of Women in Culture and Society (Spring, l979), pp. 528 - 542.
- “Edging women out: the structure of opportunities and the Victorian novel. Signs: Journal of  Women in Culture and Society. (Winter, 1980): pp. 308-325. (reprinted)
- "Introduction: the symbolic annihilation of women, pp. 3 -38 in Tuchman, Daniels, and Benet, Hearth and Home, 1978 (see books above).
- "The newspaper as a social movement's resource", Chapter 11 in Tuchman, Daniels, and Benet, Hearth and Home, 1978 (see books above).
- "The news net," Social Research 45 (Summer, l978), pp. 253 - 276.
- "Professionalism as an agent of legitimation," Journal of Communication (Spring, l978), pp. 106 - 113. (Invited as part of a symposium on Elihu Katz, Social Research on Broadcasting. British Broadcasting Corporation, 1977.)
- "Television news and the metaphor of myth," Studies in the Anthropology of Visual Communication (Fall, l977), pp. 56 - 62. Revised as "Myth and the consciousness industry: a new look at the effects of the mass media." Pp. 83 - 100 in Elihu Katz and Tamas Szecsko, editors. Mass Media and Social Change (Sage Studies in International Communication 22, sponsored by the International Sociological Association.) London: Sage, 1981.
- "The impact of mass media stereotypes upon the employment of women" in Women in a Full-Employment Economy: A Compendium Prepared for the Use of the Joint Economic Committee of Congress. Washington, D.C.: Government Printing Office, l977, pp. 247 - 268. Reissued by Praeger Publishers. (reprinted)
- "The exception proves in the rule: the study of routine news practices" in Paul Hirsch, Peter Miller, and Gerald Kline, editors, Strategies for Communications Research: Annual Review of Communication Research, Volume 6. Beverly Hills: Sage Publications, l977, pp. 43 - 62. (reprinted)
- "Mass media values," Society (November/December, l976), pp. 51 - 54.
- "Telling stories," Journal of Communication 26 (Autumn, l976), pp. 93 - 97.
- "TV news: the control of work and construction of reality," Politics [Australian journal of political science] (Spring, l975), pp. 149 - 154.
- "Women and the creation of culture," Sociological Inquiry (Spring, l975), pp. 171 - 202 which was also issued as Marcia Millman and Rosabeth Moss Kantor, editors, Another Voice: Feminist Perspectives on Social Life and Social Science. New York: Doubleday-Anchor, l975.
- "Television and ideological hegemony," pp. 1-39 in Tuchman, editor, The TV Establishment (see above).
- "Assembling a television talk show," Chapter 7 in Tuchman, editor, The TV Establishment (see above).
- "The news' manufacture of sociological data: a comment on Danzger," American Sociological Review 41 (December, l976), pp. 51 - 54.
- "Making news by doing work: routinizing the unexpected," American Journal of Sociology 78 (July, l973), pp. 110 - 131. (reprinted in Spain, Italy, Mexico, India, U.S.)
- "The technology of objectivity: doing objective television news," Urban Life and Culture 2 (April, l973) [now Qualitative Sociology], pp. 3 - 26. (reprinted U.S.)
- "Objectivity as strategic ritual: an examination of newsmen's notions of objectivity," American Journal of Sociology 77 (January, l972), pp. 660 - 679. (reprinted U.S., England, Spain, Mexico, Portugal, Poland, India and others)